# Триестки залив
Триестки залив (на италиански: Golfo di Trieste; на словенски: Tržaški zaliv; на хърватски: Tršćanski zaljev; на немски: Golf von Triest) е плитък залив на Адриатическо море, разположен в крайната му северна част. Той е част от по-големия Венециански залив и мие бреговете на Италия, Словения и Хърватия. На юг граничи с полуостров Истрия. Границите му са Punta Tagliamento на север в Италия и Punta Salvore на юг в Хърватия. Площта му е приблизително 550 km², дълбочина до 22 m. В залива няма острови с изключение на няколко островчета от Лагуна ди Градо на входа му. Източният му бряг в района на Триест и словенската част е значително разчленен. Течението в залива е в посока обратно на часовниковата стрелка и е със средна скорост 0,8 възела. Приливите в него са едни от най-големите в Адриатическо море, с височина 0,8 – 1 m. Солеността на морската вода е 37 – 38‰, но през зимата пада до 35‰.
В залива се образуват и няколко по-малки заливчета със следните имена:
- Залив Панцано в Италия
- Залив Мугия в Италия
- Залив Копер в Словения
- Залив Пиран суверенитета над които е въпрос на спор между Хърватия и Словения от 1991 г. до днес.

Цялото словенско крайбрежие граничи с триесткия залив. То е с дължина 46,6 km. Градовете разположени на него (от изток на запад) са Копер, Изола и Пиран. На италианското крайбрежие са разположени градовете Триест и Монфалконе, а на хърватското крайбрежие (5 km) няма населени места.